# Batalla d'Iconi
La batalla d'Iconi forma part de la primera etapa de la Tercera Croada i tingué lloc el 18 de maig del 1190 quan l'emperador romanogermànic Frederic Barba-roja anava de camí cap a Terra Santa, al seu pas per la capital dels seljúcides. El resultat fou una victòria per als croats.

## Context
Després de la desastrosa batalla de Hattin i del setge de Jerusalem del 1187, la major part dels estats croats estaven sota control de Saladí, cap de l'imperi musulmà dels aiúbides. El papa Gregori VIII feu la crida d'una nova croada per ajudar els senyors cristians d'aquella zona a recuperar el domini del que havia estat el Regne de Jerusalem. Fredeic I, emperador romanogermànic respongué immediatament a la convocatòria, alçà la creu a la catedral de Magúncia el 27 de març del 1188 i es posà en marxa pel maig amb un exèrcit d'entre 10.000 a 600.000 homes, dels quals 4.000–20.000 eren cavallers, segons narren les cròniques d'aquell temps. Molts historiadors actuals creuen que el nombre de membres d'aquesta expedició és exagerat i proposen la xifra de 12.000–15.000 homes, dels quals 4.000 serien cavallers. Al seu exèrcit se li uní un contingent de 2.000 homes, enviats pel príncep hongarès Géza, germà menor del rei Béla III d'Hongria.

## Components del contingent
| fonts primàries                                   | anyr      | exèrcit croat de Frederic            | referència |
| ------------------------------------------------- | --------- | ------------------------------------ | ---------- |
| Eleazar de Worms                                  | 1188      | 10.000                               | [ 5 ]      |
| Annales Magdeburgenses                            | 1188–1200 | 4.000 cavallers                      | [ 5 ]      |
| Gesta Federici I Imperatoris in Expeditione Sacra | 1190–1200 | 90.000                               | [ 6 ]      |
| Annales Reicherspergenses                         | 1194      | 80.000                               | [ 7 ]      |
| Chronica regia Coloniensis                        | 1220      | 30.000, dels quals 15.000 knights    | [ 6 ]      |
| Chronicon Montis Sereni                           | 1225–1230 | 100.000, dels quals 20.000 cavallers | [ 6 ]      |
| Annales Stadenses                                 | 1232–1264 | 600.000                              | [ 6 ]      |
| Cronica Reinhardsbrunnensis                       | 1338      | 13.000                               | [ 5 ]      |

| autors moderns    | any  | exèrcit croat de Frederic          | referència |
| ----------------- | ---- | ---------------------------------- | ---------- |
| Ekkehard Eickhoff | 1977 | 12.000–15.000                      | [ 6 ]      |
| Rudolf Hiestand   | 1992 | 13.000, dels quals 4.000 cavallers | [ 6 ]      |

## Enfrontaments previs
L'expedició militar passà per terres d'Hongria, Sèrbia, Bulgària i l'Imperi Romà d'Orient fins a arribar a Anatòlia, que estava controlada pels turcs musulmans del soldanat seljúcida del Rum. En penetrar en aquest territori reberen diverses vegades l'atac dels turcs seljúcides, els quals efectuaven amb destresa tàctiques d'assalt a cavall amb fugida ràpida, disparant fletxes des dels seus cavalls. El grup germanohongarès atacava també cada grup de musulmans que trobava. El 7 de maig, un exèrcit musulmà de 10.000 homes fou destruït per una tropa de 2000 guerrers, combinant infanteria i cavalleria, comandats pel duc de Suàbia Frederic VI i pel duc de Dalmàcia, quan passaven a prop de Philomelium. Segons els historiadors turcs hi van haver entre 4.174 i 5.000 morts pel bàndol musulmà. Els dies 9 i 10 de maig, els croats mataren 64 guerrers turcs i l'11 de maig uns 250 més, la major part arquers a cavall. El 12 de maig els croats travessaren per un pont estret, operació que els deixava en situació vulnerable, però els turcs causaren mínimes baixes i els croats mataren 20 turcs aquell dia. Un problema tant o més important que els enfrontaments armats, era l'aprovisionament; els subministraments s'acabaven i això feia baixar la moral. Alguns soldats de la infanteria desertaren i altres moriren per deshidratació. Malgrat això l'expedició croada continuà la marxa fins a arribar a la capital de l'Imperi Seljúcida, Iconi, fita que assoliren el 13 de maig.
El 14 de maig, els croats trobaren i derrotaren l'exèrcit principal dels turcs, els quals fugiren. Les fonts documentals turques atribueixen la victòria dels croats a la devastadora cavalleria que carregà amb força, la qual estava formada, segons deien, per 7.000 llancers vestits de blanc muntats en cavalls també blancs. El 15 de maig, els croats portaren a abeurar els seus cavalls en un estany proper, però l'endemà en moriren 60 durant un atac turc. Aquell mateix dia, els turcs oferiren a Barba-roja passar amb el seu exèrcit pel seu territori a canvi de pagar 300 lliures d'or i lliurar, a més, les terres dels armenis. Barba-roja refusà la proposta, tot dient: «Per fer una carretera reial d'or i argent amb l'ajut de nostre senyor Jesucrist, els cavallers del qual som nosaltres, primer s'haurà d'obrir el camí amb ferro.»

## Batalla
Mentre que alguns generals alemanys aconsellaven anar directament per Armènia Cilícia cap a Terra Santa, l'emperador Frederic insistia a prendre Iconi i establir-hi un campament on abastir-se ells i els seus cavalls. El 17 de maig els croats acamparen en el que anomenaven «el camp de jardins i lleure del soldà», als afores de la ciutat, on hi havia força aigua. Mentrestant, Kutb al-Din muntà un nou exèrcit per iniciar l'atac el 18 de maig. Barba-roja dividí el seu exèrcit en dos grups: un comandat pel seu fill, el duc Frederic, a càrrec de l'assalt a la ciutat, i l'altre comandat per ell mateix, que hauria de respondre a l'amenaça turca en l'exterior. La ciutat fou capturada amb facilitat; el duc Frederic assaltà les muralles amb poca resistència des de l'interior i la ciutadella, després d'una lleu confrontació, no trigà gaire a rendir-se. Els croats començaren a massacrar la ciutadania.
La batalla a camp obert fou molt més difícil i l'emperador no només comandà sinó que també participà en la lluita. Es diu que va arengar als seus soldats dient: «Per què dubtem? De què tenim por? Crist és qui regna. Crist és qui conquereix. Crist és qui comanda». Tot i que el combat fou intens, els alemanys se les enginyaren per desempallegar-se dels turcs amb relativa facilitat.Els musulmans tornaren a fugir i deixaren la ciutat a mercè dels croats. Aquests no els perseguiren, en part perquè estaven afeblits per les dues setmanes que havien estat amb escassetat d'aliment.

## Repercussions
Després de la victòria, els croats aconseguiren un botí valorat en 100.000 marcs i es dedicaren a alimentar-se ells i els seus cavalls amb el blat i l'ordi que hi van trobar. Hi estigueren acampats fins al 23 de maig. Compraren unes 6.000 bèsties a preus elevats, entre cavalls, mules i alguns rucs, els quals carregaren amb pa, carn, mantega i formatge. El 26 de maig continuaren la marxa, amb ells anaven 20 homes pertanyents a la noblesa turca d'Iconi, com a hostatges per garantir la seguretat de tot el grup.
L'èxit dels croats alarmà Saladí, que es veié forçat a minvar les seves forces destinades al setge d'Acre i enviar algunes tropes cap al nord, per bloquejar l'arribada dels alemanys. Saladí fins i tot començà a desmantellar els murs dels ports de Síria per evitar que els croats els tornessin a fer servir contra ell. Però tota aquesta precaució fou innecessària, ja que el 10 de juny, Barba-roja morí ofegat mentre travessava el riu Saleph. Gran part del seu exèrcit decidí tornar a casa per mar, des dels ports de Cilícia i Síria, llevat del seu fill Frederic i l'hongarès Géza, que se'n feren càrrec del romanent, amb intenció de portar el cos de l'emperador a enterrar-lo en la terra santa de Jerusalem. Malgrat els esforços per conservar el cadàver amb vinagre, no ho aconseguiren, i enterraren part de la seva carn a l'església de Sant Pere, a Antioquia, els ossos a la catedral de Tir, i el cor i altres òrgans a Tars. Llavors l'expedició fou atacada per les malalties i molts d'ells moriren per aquesta causa a Antioquia. Encara quedaren uns 5.000 alemanys i hongaresos que s'uniren al setge d'Acre l'octubre d'aquell any.
Konya fou recuperada per Kutb al-Din, el fill gran de Kilidj Arslan II, que després de la batalla va fugir, tornant i controlant Konya mentre Kilij Arslan II escapava refugiant-se a Kayseri. Kutb al-Din es va declarar el nou sultà, però el seu pare i el seu germà Kaykhusraw el van expulsar de Konya el 1192, després el van perseguir fins a Aksaray i van assetjar la ciutat. El Soldanat de Rūm es recuperà ràpidament i consolidà el seu poder a Anatòlia.